# The Seventh Song
The Seventh Song kompilacijski je album američkog gitariste Steve Vaia iz 2000.g. To je njegov prvi kompilacijski album koji se ipak razlikuje od standardnih kompilacija tipa "najveći hitovi" ili "najbolje s albuma" gdje prvi puta radi neobičan zaokret. Sve skladbe (osim tri nove) mogu se naći na njegovim prijašnjim albumima. Skladbe na albumu The Seventh Song najvećim dijelom su emocionalne i dobro su se uklopile kao cjelina na albumu.
Nove skladbe na ovom albumu su "Melissa's Garden", "The Wall of Light", i "Boston Rain Melody".
Na albumu se nalazi 11 skladbi a producent je Steve Vai.

## Popis pjesama
1. "For the Love of God" – 6:09
2. "Touching Tongues" – 5:32
3. "Windows to the Soul" – 6:25
4. "Burnin' Down the Mountain" – 4:19
5. "Tender Surrender" – 5:10
6. "Hand on Heart" – 5:26
7. "Melissa's Garden" – 7:54
8. "Call it Sleep" – 5:04
9. "Christmas Time is Here" – 4:13
10. "The Wall of Light" – 2:38
11. "Boston Rain Melody" – 8:53